# 刘隽湘
刘隽湘（1916年11月27日—1999年5月3日）祖籍河北任丘，生于北京。中国生物制品学家。
1940年毕业于昆明同济大学医学院。
1942年参加汤飞凡领导的中央防疫处工作。
1940年代，首次在中国分离出出血性黄疸钩端螺旋体和发现伊凡氏锥虫，参与科恩氏低温乙醇血浆蛋白分离第10法的建立。
1948年获哈佛大学的研究奖学金，开始攻读博士学位。后应汤飞凡要求提前归国。
1949年，北平和平解放后，被指定为中央防疫实验处代理处长。
1951年，协助汤飞凡完成了中国第一部全国统一的生物制品规范（草案）。在研究严重烧伤败血症中提出“内毒素血症”的概念，并发现丙种球蛋白的治疗作用。
在从事生物制品生产研究的几十年当中，他创建和改进了多项工艺。1978年，倡导引进和大规模推广应用血浆单采术，解决了原料血浆的供应问题，对推动中国血液制剂工业的发展起了关键作用。
其子刘迪（1950年7月6日－2011年10月18日）是中国政治异见人士。

## 资料
1. ↑  其生平事迹可参阅百拇医药 （页面存档备份，存于）等处发布的信息。